# Waldemar Tomaszewski
Waldemar Tomaszewski (ur. 3 marca 1965 w Wilnie) – litewski polityk i samorządowiec narodowości polskiej, przewodniczący Akcji Wyborczej Polaków na Litwie – Związku Chrześcijańskich Rodzin (od 1999) oraz Związku Polaków na Litwie (od 2021), w latach 2000–2009 poseł na Sejm Republiki Litewskiej, deputowany do Parlamentu Europejskiego VII, VIII, IX i X kadencji.

## Życiorys
W latach 1983–1990 studiował inżynierię w Wileńskim Instytucie Inżynierii Budownictwa. Od 1992 do 1996 pracował w sekretariacie frakcji poselskiej Związku Polaków na Litwie.
Od 1994 należy do Akcji Wyborczej Polaków na Litwie. Na III zjeździe tej organizacji w 1999 został wybrany jej przewodniczącym (wybór potwierdzano na zjazdach IV i V). W 1995, 1997, 2000 i 2007 był z jej ramienia wybierany do rady rejonu wileńskiego. W latach 2000–2003 zajmował stanowisko zastępcy mera tej gminy.
W 2000 został wybrany na posła w okręgu Wilno-Soleczniki. Kilkakrotnie w tej kadencji zmieniał kluby parlamentarne, zasiadał m.in. we frakcji Związku Ojczyzny, frakcjach łączonych, ostatecznie znalazł się wśród stronników odwołanego prezydenta Rolandasa Paksasa. W 2004 bez powodzenia kandydował do Parlamentu Europejskiego. W wyborach w tym samym roku odnowił mandat, przystąpił do frakcji Litewskiego Ludowego Związku Chłopskiego Kazimiry Prunskienė. W wyborach w 2008 po raz trzeci dostał się do parlamentu, wygrywając w swoim okręgu już w I turze większością 61,33% głosów. Wraz z dwoma innymi posłami AWPL wstąpił do frakcji partii Porządek i Sprawiedliwość.
Przez część litewskich Polaków krytykowany jest za autorytarny styl sprawowania władzy w partii.
W marcu 2009 zgłosił swoją kandydaturę na urząd prezydenta Litwy w wyborach przewidzianych na 17 maja. W kampanii wyborczej zaproponował m.in. wprowadzenie prawa umożliwiającego odbieranie politykom nieuczciwie zdobytego majątku, rozwiązanie problemu pisowni polskich nazwisk i nazw, zwrot właścicielom ziemi w Wilnie i w rejonie wileńskim w ramach reprywatyzacji. Otrzymał 4,7% głosów w I turze głosowania.
Był liderem listy Akcji Wyborczej Polaków na Litwie w wyborach do Parlamentu Europejskiego w czerwcu 2009. Według wstępnych wyników otrzymał 26 165 głosów i uzyskał mandat posła do Parlamentu Europejskiego. 17 czerwca 2009 zdecydował o jego przyjęciu, w związku z czym na jesieni odbyły się wybory uzupełniające w okręgu Wilno-Soleczniki. W PE przystąpił do grupy Europejskich Konserwatystów i Reformatorów w Parlamencie Europejskim. W 2012 ponownie wybrany do Sejmu, zrezygnował jednak z objęcia mandatu.
W 2014 ponownie wystartował w wyborach prezydenckich, w I turze otrzymując 8,2% głosów i zajmując 5. miejsce wśród 7 kandydatów. W tym samym roku z powodzeniem ubiegał się o reelekcję do Europarlamentu, uzyskując mandat deputowanego do PE VIII kadencji.
W 2019 po raz kolejny kandydował w wyborach prezydenckich, w I turze otrzymując około 4,0% głosów (zajmując 6. miejsce wśród 9 kandydatów). W majowych wyborach do Parlamentu Europejskiego został wybrany na swoją trzecią kadencję. W czerwcu 2021 zastąpił Michała Mackiewicza na funkcji prezesa Związku Polaków na Litwie. W wyborach samorządowych w 2023 bez powodzenia kandydował na mera Wilna, zajmując w pierwszej turze 5. miejsce z wynikiem 8,5% głosów. W 2024 z powodzeniem ubiegał się o reelekcję w kolejnych wyborach europejskich. W tym samym roku otwierał listę AWPL do Sejmu, jego ugrupowanie (podobnie jak w 2020) nie przekroczyło wówczas progu wyborczego.

## Odznaczenia
Odznaczony Krzyżem Oficerskim (2001) i Komandorskim (2009) Orderu Zasługi Rzeczypospolitej Polskiej, a także Odznaką Honorową za Zasługi dla Polonii i Polaków za Granicą (2023). W 2018 otrzymał Krzyż „Golgota Wschodu”.

## Życie prywatne
Żonaty (żona Wioleta), ma dwóch synów (Władysława i Pawła). Jego imię i nazwisko na Litwie było zapisywane w formie Valdemar Tomaševski; po uchwaleniu w 2022 ustawy o zapisie nielitewskich nazwisk dokonał urzędowej zmiany zapisu imienia i nazwiska.